# تعديل الطقس
تعديل الطقس (المعروف أيضًا باسم التحكم في الطقس)، هو فعل التلاعب عن قصد أو تغيير الطقس. الشكل الأكثر شيوعًا لتعديل الطقس هو الاستمطار، الذي يزيد من هطول المطر أو الثلج، عادة لغرض زيادة إمدادات المياه المحلية. يمكن أن يكون لتعديل الطقس هدف هو منع الطقس المدمر، مثل البَرَد أو الأعاصير الاستوائية من الحدوث؛ أو إثارة الطقس المدمر ضد العدو، بصفته أسلوبًا من أساليب الحرب العسكرية أو الاقتصادية كعملية بوباي مثلًا، حيث استُمطرت الغيوم لإطالة فترة الرياح الموسمية في فيتنام. حُظر تعديل الطقس في الحرب من قبل الأمم المتحدة بموجب اتفاقية التعديل البيئي.

## الاستمطار
الاستمطار هو أسلوب شائع لتعزيز هطول الأمطار. يتضمن الاستمطار رش جسيمات صغيرة، مثل يوديد الفضة، على السحب للتأثير على تشكلها، بهدف زيادة هطول الأمطار. يعمل الاستمطار فقط في حال وجود بخار الماء في الهواء. يؤكد النقاد بشكل عام أن عمليات الاستمطار المزعومة الناجحة، تحدث في الظروف التي كان سيحصل فيها هطول مطري أساسًا. يُستخدم في مجموعة متنوعة من البلدان المعرضة للجفاف، بما في ذلك الولايات المتحدة والصين والهند وروسيا. في الصين، هناك اعتماد ملحوظ عليه في المناطق الجافة، وهناك شك قوي في أنه يُستخدم «لغسل الهواء» في الأماكن الجافة والملوثة بشدة، مثل بكين. استُخدم الاستمطار في المناطق الجبلية في الولايات المتحدة مثل جبال روكي وسييرا نيفادا، منذ خمسينيات القرن العشرين.
«تطلق الصين أكبر آلة للتحكم بالطقس في العالم، مع القدرة على تعديل الطقس في منطقة مماثلة لحجم ألاسكا. لم تكن الصين أبدًا بعيدةً عن القيام بأمور على نطاق واسع وهذا مثال آخر على عمل الحكومة الصينية على نطاق غير مسبوق». وتقدر الصين أنها تنتج ما يصل إلى عشرة مليارات متر مكعب من الأمطار كل عام. للمقارنة، تحصل أكثر من ثلاثين دولة على أقل من عشرة مليارات متر مكعب من الأمطار سنويًا.
تقوم المملكة العربية السعودية بالاستمطار منذ عام 2000 وتهدف إلى زيادة هطول الأمطار بنسبة 15-30 % سنويًا، مُستخدمةً المواد التالية: كلوريد البوتاسيوم، وكلوريد الصوديوم، والمغنيسيوم، وغيرها من المواد.
«نفذت البلاد 101 عملية من عمليات الاستمطار في الأشهر الثلاث الأولى من عام 2017 ، مقارنة بـسبع وسبعين عمليةً خلال الفترة نفسها من عام 2014 ، وفقًا لمجلة أريبيان بزنس، التي كتبت أنه خلال شهر مارس من العام الماضي عانت البلاد من شهرين من «رطوبة غير مسبوقة في الطقس» وسُجل هطول أمطار في دبي والعين أكثر مما سُجل منذ بدء السجلات في عام 1977».